# Liste der Biografien/Mulln
Liste der Biografien |
Portal Biografien |
Personensuche
# |
A |
B |
C |
D |
E |
F |
G |
H |
I |
J |
K |
L |
M |
N |
O |
P |
Q |
R |
S |
T |
U |
V |
W |
X |
Y |
Z |
?
 
Ma |
Mb |
Mc |
Md |
Me |
Mf |
Mg |
Mh |
Mi |
Mj |
Mk |
Ml |
Mm |
Mn |
Mo |
Mp |
Mq |
Mr |
Ms |
Mt |
Mu |
Mv |
Mw |
Mx |
My |
Mz
 
Mua |
Mub |
Muc |
Mud |
Mue |
Muf |
Mug |
Muh |
Mui |
Muj |
Muk |
Mul |
Mum |
Mun |
Muo |
Mup |
Muq |
Mur |
Mus |
Mut |
Muu |
Muv |
Muw |
Mux |
Muy |
Muz
 
Mula |
Mulb |
Mulc |
Muld |
Mule |
Mulf |
Mulg |
Mulh |
Muli |
Mulj |
Mulk |
Mull |
Mulm |
Muln |
Mulo |
Mulr |
Muls |
Mult |
Mulu |
Mulv |
Mulw |
Muly |
Mulz
 
Mulla |
Mulle |
Mullg |
Mullh |
Mulli |
Mulln |
Mullo |
Mullr |
Mully
Die Liste der Biografien führt alle Personen auf, die in der deutschsprachigen Wikipedia einen Artikel haben. Dieses ist eine Teilliste mit 21 Einträgen von Personen, deren Namen mit den Buchstaben „Mulln“ beginnt.

## Mulln
- Mülln, Friedrich (* 1980), deutscher Publizist und veganer Aktivist

### Mullne
- Müllner, Adolf (1774–1829), deutscher Schriftsteller
- Müllner, Alfons (1840–1918), österreichischer Lehrer, Museums- und Ministerialbeamter sowie Archäologe
- Müllner, Daniel (* 1990), österreichischer Volleyball- und Beachvolleyballspieler
- Müllner, Eckart (1941–2018), deutscher Neurologe
- Müllner, Eugen (1822–1878), deutscher Rittergutsbesitzer und Politiker (DFP), MdR
- Müllner, Franz (1878–1955), österreichischer Politiker (CSP), Abgeordneter zum Nationalrat
- Müllner, Franz (1896–1980), österreichischer Politiker (ÖVP), Landtagsabgeordneter
- Müllner, Georg (* 1953), deutscher Fußballspieler
- Müllner, Hana, deutsche Filmeditorin
- Müllner, Hans (1879–1951), österreichischer Politiker (SDAP), Landtagsabgeordneter, Abgeordneter zum Nationalrat
- Müllner, Ilse (* 1966), österreichische römisch-katholische Theologin
- Müllner, Johann (1932–2022), österreichischer Politiker (SPÖ), Landtagsabgeordneter
- Müllner, Jörg (* 1967), deutscher Dokumentarfilmer
- Müllner, Josef (1879–1968), österreichischer Bildhauer
- Müllner, Karl (* 1956), deutscher General
- Müllner, Katharina (* 1992), österreichische Dirigentin
- Müllner, Laurenz (1848–1911), österreichischer katholischer Theologe, Philosoph und Hochschullehrer in Wien
- Müllner, Petra (* 1980), österreichische Politikerin (SPÖ), Landtagsabgeordneter
- Müllner, Viktor (1902–1988), österreichischer Politiker (ÖVP), Landtagsabgeordneter, Abgeordneter zum Nationalrat, Mitglied des Bundesrates
- Müllner-Peter (1766–1843), bayerischer Musiker und UniversalgelehrterMüllner-Peter (1766–1843)

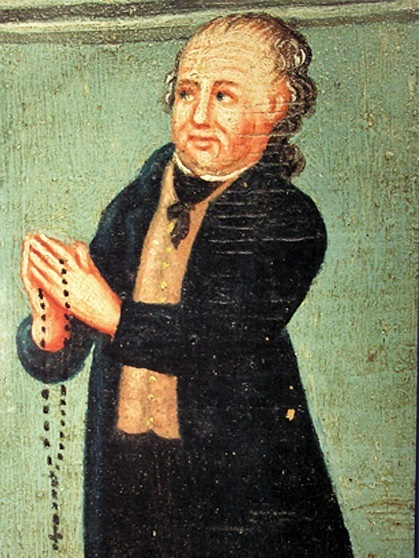
Müllner-Peter (1766–1843)